# Журавица-Сортировочная
Журавица-Сортировочная (пол. Żurawica Rozrządowa, Журавица Розжондова) — пассажирская и грузовая железнодорожная станция в селе Журавица в гмине Журавица, в Подкарпатском воеводстве Польши. Имеет 2 платформы и 3 пути.
Станция на ведущей к польско-украинской границе железнодорожной линии Краков-Главный — Медыка.